# Thanatus jugorum
Thanatus jugorum es una especie de araña cangrejo del género Thanatus, familia Philodromidae. Fue descrita científicamente por Simon en 1916.